# Rob Kiernan
Robert Samuel Kiernan, kurz: Rob Kiernan (* 13. Januar 1991 in Rickmansworth) ist ein irischer Fußballspieler, der bei Southend United spielt.

## Karriere

### Verein
Rob Kiernan wurde im Jahr 1991 in der englischen Stadt Rickmansworth 7 km westlich von Watford geboren. Er begann seine Karriere in der Youth Academy des FC Watford, für die er bis zum Jahr 2008 spielte. Für den Verein gab er im Januar 2009 in der vierten Runde des englischen Pokals gegen den Crystal Palace F.C. sein Debüt, als er für Gavin Hoyte eingewechselt wurde. Es blieb neben einem weiteren Einsatz bei der Pokalaustragung 2010/11 gegen Brighton & Hove Albion seine beiden einzigen Pflichtspiele für den Verein. Im Februar 2010 wurde Kiernan für die restliche Saison 2010/11 an den schottischen Erstligisten FC Kilmarnock verliehen. Er debütierte für Killie einen Tag nach seiner Verpflichtung gegen Celtic Glasgow, als er beim 1:0-Heimsieg für Tim Clancy eingewechselt wurde. Es war für den Verein der erste Heimsieg über Celtic nach neun Jahren. Nach vier Ligaspieleinsätzen in Schottland kehrte der 19-jährige Kiernan im Sommer 2010 zurück nach Watford, bevor er zu Yeovil Town, Bradford City und die Wycombe Wanderers verliehen wurde. Bei den Dritt- und Viertligisten aus England war er jedoch nur Ergänzungsspieler. Nach der Saison 2010/11 wechselte Kiernan ablösefrei zu Wigan Athletic, nachdem er eine Vertragsverlängerung in Watford abgelehnt hatte. Von März bis Mai 2012 wurde er von Wigan an Accrington Stanley verliehen. Es folgten in drei weiteren Jahren vier Leihen zu Burton Albion, dem FC Brentford, Southend United und Birmingham City.
Im Juni 2015 wechselte Kiernan zu den Glasgow Rangers nach Schottland. Er war neben James Tavernier und Martyn Waghorn einer von drei Neuverpflichtungen aus Wigan des neuen Rangers-Trainer Mark Warburton. Bei den Rangers wurde er in seiner ersten Saison Stammspieler und gewann neben der Zweitligameisterschaft den Challenge Cup und erreichte das Schottische Pokalfinale.

### Nationalmannschaft
Der gebürtige Engländer Kiernan lief von 2008 bis 2012 für die U-18, U-19 und U-21 Nationalmannschaften von Irland auf. Er debütierte in der U-18 im Oktober 2008. Von 2009 bis 2010 war er sechsmal in der U-19 aktiv. Danach spielte er drei Jahre lang für die U-21.

## Erfolge
mit den Glasgow Rangers:
- Scottish Championship: 2016
- Scottish League Challenge Cup: 2016